# 阿提婭

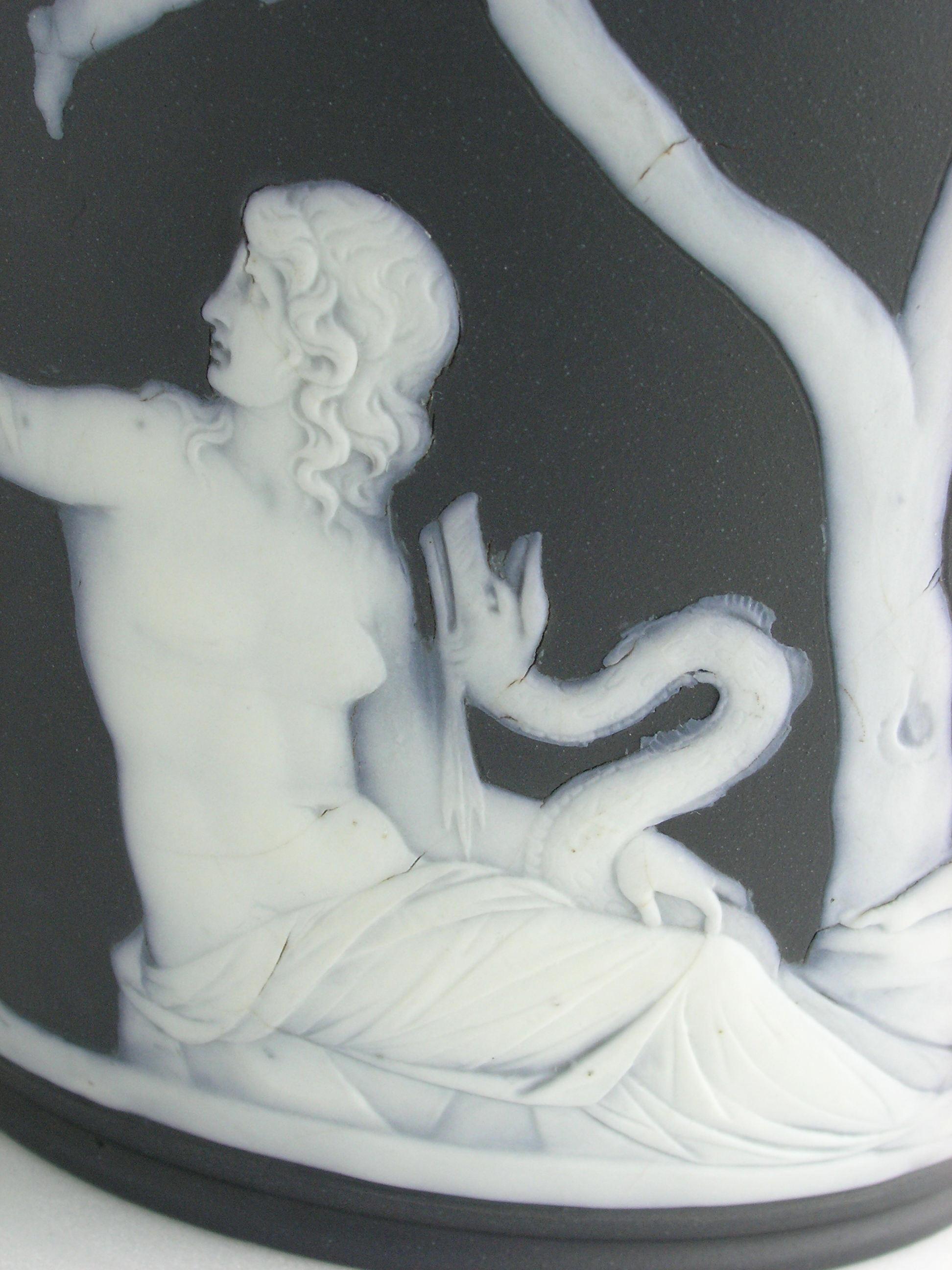
阿提婭

阿提婭（拉丁語：Atia，前85年—前43年）是羅馬民選官馬爾庫斯·阿提烏斯·巴爾布斯的女兒，她的母親是尤利烏斯·凱撒的姐姐小茱莉亞。她與蓋烏斯·屋大維結婚，羅馬皇帝奧古斯都是他們兒子。

## 文獻
1. ↑  Moore 2017，第9頁.